# 343 (szám)
A 343 (római számmal: CCCXLIII) egy természetes szám, köbszám, a 7 köbe.

## A szám a matematikában
A tízes számrendszerbeli 343-as a kettes számrendszerben 101010111, a nyolcas számrendszerben 527, a tizenhatos számrendszerben 157 alakban írható fel.
A 343 páratlan szám, összetett szám, azon belül köbszám, kanonikus alakban a 73 hatvánnyal, normálalakban a 3,43 · 102 szorzattal írható fel. Négy osztója van a természetes számok halmazán, ezek növekvő sorrendben: 1, 7, 49 és 343.
Tizennyolcszögszám.
A 343 négyzete 117 649, köbe 40 353 607, négyzetgyöke 18,52026, köbgyöke 7, reciproka 0,0029155. A 343 egység sugarú kör kerülete 2155,13256 egység, területe 369 605,23410 területegység; a 343 egység sugarú gömb térfogata 169 032 793,7 térfogategység.